# 衛星航法補強システム
衛星航法補強システム（えいせいこうほうほきょうシステム 英語：Satellite-based augmentation systems, SBAS）は、既存の衛星測位システム（GNSS）に対し、静止衛星の補正信号を追加することにより、その精度や信頼性を向上させることを目的としたシステム。略称はエスバス。航空機で利用される電波航法の精度向上を目的に導入された。それまで利用された地上の送信アンテナから補正信号を中波帯で送信する広域ディファレンシャルGPS（WADGPS）や、ディファレンシャルGPS（DGPS）と同義とされることもある。

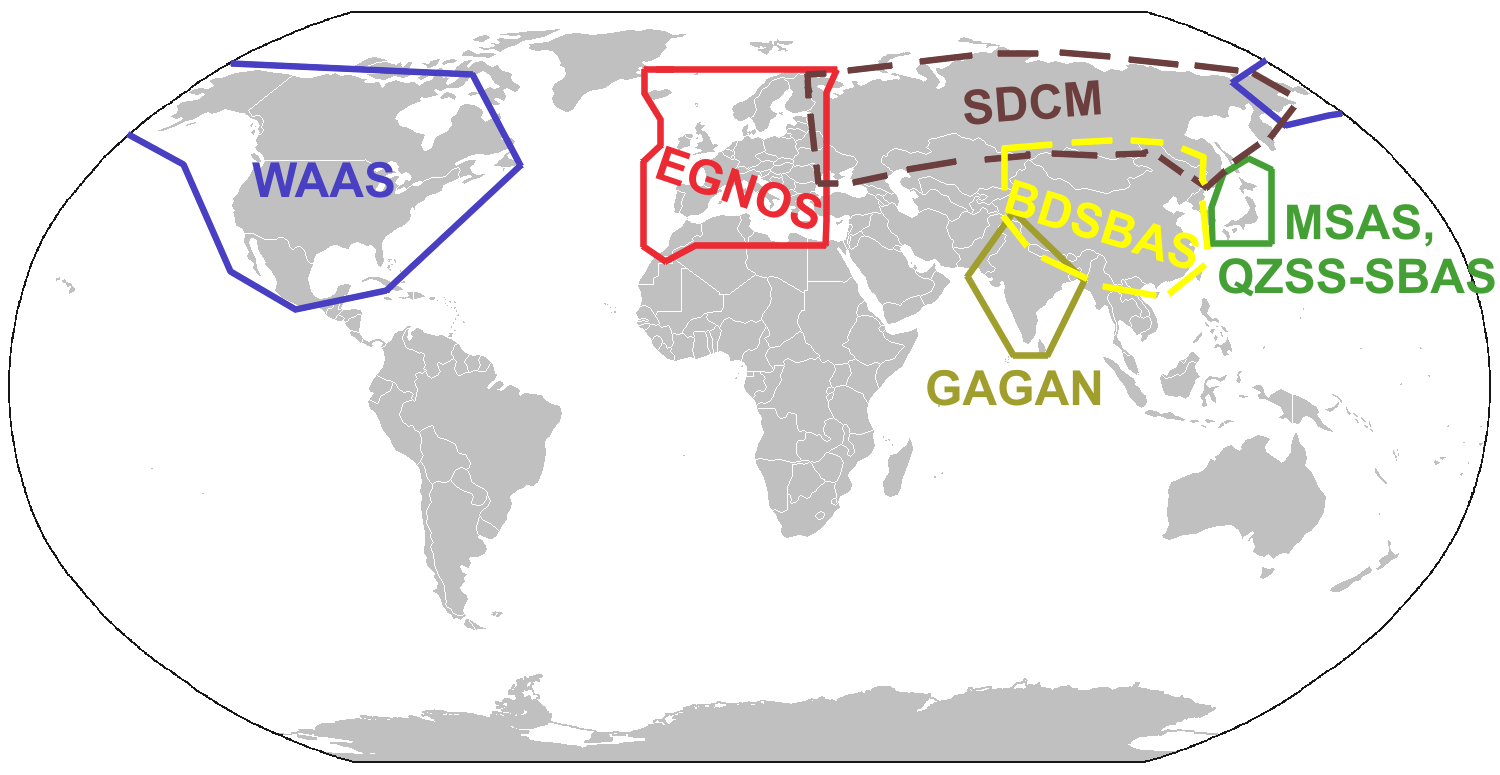
各国で運用されるSBASのサービスエリアを示した図

SBASは相互運用性を確保するために国際民間航空機関（ICAO)によって定義されている。また、SBASを受信可能な受信機の規格はRTCA DO-229 で定義されている。SBASの信号はGPS L1 と同じ1575.42 MHz で送信される。また、PRN番号と識別コードは ICAOによって定められている。
日本では2007年から国土交通省の運輸多目的衛星MTSATから配信が行われていたが、2020年4月から準天頂衛星システムみちびきを利用した補正情報の送信に切り替った。SBASを利用した測位誤差は1メートル程度である。
以下がSBASの一覧である（開発中も含む）。
| SBAS     | 提供地域                          | 運用主体                                           | 運用開始時期          | 補強対象 GNSS | 衛星名                | PRN番号 | 位置（経度） |
| -------- | --------------------------------- | -------------------------------------------------- | --------------------- | ------------- | --------------------- | ------- | ------------ |
| WAAS     | 北米                              | FAA (アメリカ連邦航空局)                           | 2003年                | GPS           | Eutelsat 117 West B   | 131     | 117°W        |
| WAAS     | 北米                              | FAA (アメリカ連邦航空局)                           | 2003年                | GPS           | SES-15                | 133     | 129°W        |
| WAAS     | 北米                              | FAA (アメリカ連邦航空局)                           | 2003年                | GPS           | Galaxy 30             | 135     | 125°W        |
| EGNOS    | 欧州                              | EUSPA (欧州連合宇宙計画局), ESA（欧州宇宙機関）    | 2011年                | GPS           | SES-5                 | 136     | 5.0°E        |
| EGNOS    | 欧州                              | EUSPA (欧州連合宇宙計画局), ESA（欧州宇宙機関）    | 2011年                | GPS           | Astra 5B              | 123     | 31.5°E       |
| MSAS     | 日本                              | 国土交通省                                         | 2007年(V1) 2020年(V2) | GPS           | QZS-3 (みちびき3号機) | 137     | 127.0°E      |
| GAGAN    | インド                            | AAI (インド空港局)                                 | 2013年                | GPS           | GSAT-8                | 127     | 55°E         |
| GAGAN    | インド                            | AAI (インド空港局)                                 | 2013年                | GPS           | GSAT-10               | 128     | 83°E         |
| GAGAN    | インド                            | AAI (インド空港局)                                 | 2013年                | GPS           | GSAT-15               | 132     | 93.5°E       |
| BDSBAS   | 中国                              | 中国国家航天局                                     | 2020年                | BDS, GPS      | BDS-3 GEO-01          | 130     | 140°E        |
| BDSBAS   | 中国                              | 中国国家航天局                                     | 2020年                | BDS, GPS      | BDS-3 GEO-02          | 144     | 80°E         |
| BDSBAS   | 中国                              | 中国国家航天局                                     | 2020年                | BDS, GPS      | BDS-3 GEO-03          | 143     | 110.5°E      |
| KASS     | 韓国                              | KARI (韓国航空宇宙研究院)                          | 2022年                | GPS           | MEASAT-3D             | 134     | 91.5°E       |
| SDCM     | ロシア                            | Roscosmos (ロシア国営宇宙公社)                     |                       | GLONASS, GPS  | Luch-5A               | 141     | 167°E        |
| SDCM     | ロシア                            | Roscosmos (ロシア国営宇宙公社)                     | Luch-5B               | GLONASS, GPS  | 125                   | 16°W    |              |
| SDCM     | ロシア                            | Roscosmos (ロシア国営宇宙公社)                     | Luch-5V               | GLONASS, GPS  | 140                   | 95°E    |              |
| SouthPAN | オーストラリア、 ニュージーランド | Geoscience Australia, Land Information New Zealand | 2022年                | GPS, Galileo  | Inmarsat 4-F1         | 122     | 143.5°E      |
| ANGA     | アフリカ、 インド洋地域           | ASECNA (アフリカとマダガスカルの航空航法安全機関)  | 2024年 (予定)         | GPS, Galileo  | Nigcomsat 1-R         | 147     | 不明         |

## その他の衛星航法増強システム
- アメリカ国防総省によって運用される軍事用SBASとなる広域GPS強化（英語版）（WAGE）。
- ディア・アンド・カンパニーとオセアニアリング・インターナショナル（英語版）によって運用される民間向け商用ナビゲーションシステム、スターファイア（英語版）
- ヘミスフィアGNSS（英語版）によって運用される商用アトラスGNSSグローバル・Lバンド・コレクションサービス。
- カナダ天然資源省（英語版）によって運用されていたGPS·C（英語版）。（廃止済）
- フグロによって運用されるオムニスター（英語版）とスターフィックスDGPSシステム。
- ナイジェリアのナイジェリア通信衛星（英語版）が運用する「NigComSat-1R」を使用したA-SBASが試験運用中[16]。

## GBAS
地上型衛星航法補強システム（Ground-Based Augmentation System, GBAS）は、ディファレンシャルGPS（DGPS）データを利用し、計器着陸装置（ILS）が設置されていない空港に侵入する航空機に対し、補正された正確な位置情報の提供を行い誘導するシステムとなる。